# 公孫続
公孫 続（こうそん ぞく/こうそん しょく、? - 199年）は、中国後漢時代末期の軍人。幽州遼西郡令支県の人。「こうそんぞく」と読む場合もある。家系は遼西公孫氏。父は公孫瓚。一族には、公孫越・公孫範（いずれも公孫瓚の従弟）がいる。

## 事跡
| 姓名           | 公孫続                                                         |
| 時代           | 後漢時代                                                       |
| 生没年         | 生年不詳 - 199年（建安4年）                                    |
| 字・別号       | 〔不詳〕                                                       |
| 本貫・出身地等 | 幽州遼西郡令支県                                               |
| 職官           | 〔不詳〕                                                       |
| 爵位           | -                                                              |
| 主君           | 公孫瓚                                                         |
| 家族・一族     | 父：公孫瓚 一族：公孫越（公孫瓚の従弟） 公孫範（公孫瓚の従弟） |

建安3年（198年）、父が袁紹と戦っていたとき、その命により公孫続は張燕のもとに送られ、盟約を結んだ。翌建安4年（199年）、張燕と公孫続は10万の兵を率いて易京城外へ救援に戻り、公孫瓚の指示で袁紹に対して挟撃策を採ろうとしていた。しかし袁紹は挟撃策を見抜き、伏兵を設けて公孫瓚・張燕を撃破した。同年、易京は陥落して公孫瓚は自害し、公孫続も屠各（南匈奴屠各種一支系?）によって殺害されてしまった。
なお、小説『三国志演義』には登場しない。